# Белая Лобань
Белая Лобань — река в России, протекает в Богородском районе Кировской области. Сливаясь с Чёрной Лобанью (Белая Лобань — правая составляющая) образует реку Лобань. Длина реки составляет 38 км. В 15 км от устья, по правому берегу реки впадает река Ворсик.
Исток реки юго-восточнее деревни Рябины (Богородское городское поселение) в 7 км к северо-востоку от посёлка Богородское. Река течёт на юго-запад, после впадения Ворсика у деревни Хороши поворачивает на юг. Русло сильно извилистое. Протекает деревню Рябины, течёт по западной окраине посёлка Богородское, ниже протекает деревню Хороши, к югу от которой сливается с Чёрной Лобанью. Притоки — Ворсик, Елховка (оба — правые).

## Данные водного реестра
По данным государственного водного реестра России относится к Камскому бассейновому округу, водохозяйственный участок реки — Вятка от водомерного поста посёлка городского типа Аркуль до города Вятские Поляны, речной подбассейн реки — Вятка. Речной бассейн реки — Кама.
По данным геоинформационной системы водохозяйственного районирования территории РФ, подготовленной Федеральным агентством водных ресурсов:
- Код водного объекта в государственном водном реестре — 10010300512111100039696
- Код по гидрологической изученности (ГИ) — 111103969
- Код бассейна — 10.01.03.005
- Номер тома по ГИ — 11
- Выпуск по ГИ — 1